# 183-й окремий батальйон матеріального забезпечення (Україна)
183-й окремий батальйон матеріального забезпечення (183 ОБМЗ, в/ч А1559) — підрозділ матеріального забезпечення Збройних сил України.

## Історія
Історія військової частини бере свій початок 30 серпня 2004 року в результаті об'єднання частин Південного оперативного командування в 25-й окремий полк матеріального забезпечення. До складу якого увійшли 1332-й окремий автомобільний батальйон підвозу пального, 667-й окремий автомобільний батальйон, кадр 25-ї бригади матеріального забезпечення та 90-й об'єднаний навчальний центр, звідки прийшла третя частина військовослужбовців. Полк був сформований з метою організації автомобільних перевезень, підтримання автомобільної техніки у боєздатному стані, автотехнічного забезпечення військ, підвезення вантажів автомобільним транспортом.  
З 25 липня 2006 року частина увійшла до складу Командування сил підтримки Збройних Сил України.
У вересні 2007 року полк брав участь в оперативно-стратегічних навчаннях «Артерія-2007». 
20 лютого 2015 року під час виконання бойового завдання в зоні АТО загинув водій автомобільного батальйону старший солдат Порфир'єв Віталій Сергійович.
11 жовтня 2019 року, на запрошення благочинного Балтського благочиння ієромонаха Нестора Скрипника та командира військової частини, єпископ Одеський і Балтський Павло звершив освячення храму-каплиці на честь святого Юрія (Георгія) Переможця, яка збудована на території частини у місті Балта.

## Командування
- полковник Бондаренко Валерій Миколайович
- підполковник Володимир Сухоручкін
- полковник Ігор Красовський
- підполковник Володимир Палій
- підполковник Петро Майструк[3]